# Arístides Faure
Arístides Faure Jiménez (...) è un ex schermidore cubano.

## Palmarès
In carriera ha conseguito i seguenti risultati:
- Giochi Panamericani:

L'Avana 1991: oro nella sciabola a squadre.
Mar del Plata 1995: argento nella sciabola a squadre ed individuale.
Winnipeg 1999: argento nella sciabola a squadre e bronzo individuale.